# Шейка матки
Ше́йка ма́тки (лат. cervix uteri) представляет собой самую нижнюю часть матки женщины. В центре расположен канал шейки матки, один конец которого открывается в полость матки, а другой — во влагалище. В среднем длина шейки матки составляет 3-4 см, а цервикальный канал сомкнут.

## Строение

В гинекологии и акушерстве для топографирования патологических процессов применяется разделение влагалищной части шейки матки на квадранты, а также на часы для более точного указания локализации, в часах указывается и локализация во влагалище

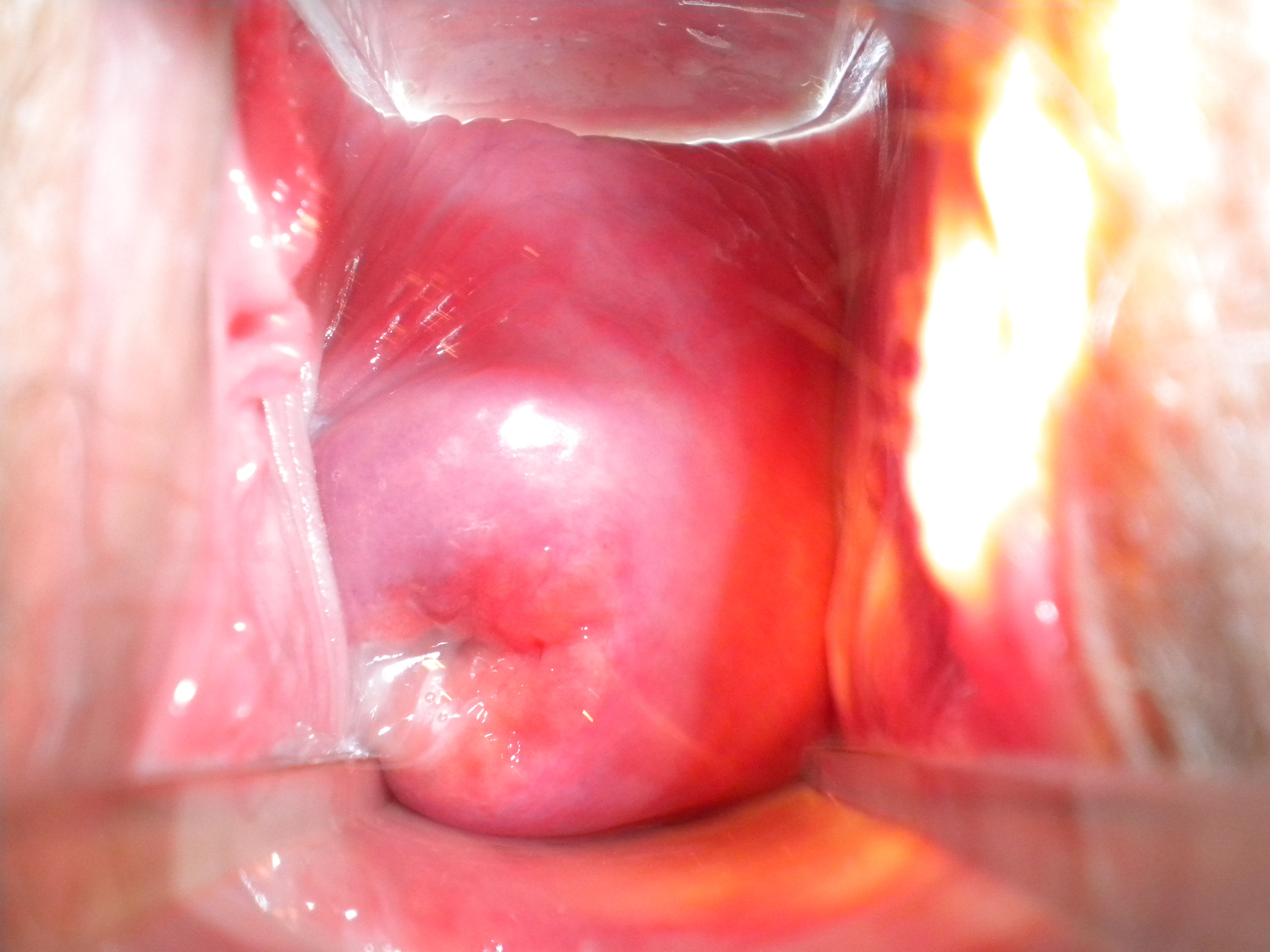
Влагалищная часть шейки матки с наружным маточным зевом при осмотре гинекологическими зеркалами

### Анатомия
У шейки матки различают влагалищную часть — которую можно осмотреть с помощью зеркала. Шейка матки соединяется с влагалищем посредством сводов влагалища. Различают передний свод (короткий), задний (более глубокий) и два боковых. В шейке матки проходит цервикальный канал, который закупорен слизью.

## Физиология
Слизь в норме не проницаема ни для микробов, ни для сперматозоидов. Но в середине менструального цикла слизь разжижается и становится проницаемой для сперматозоидов.
Сперматозоиды из влагалища поднимаются по каналу шейки и попадают в полость матки. Во время родов шейка матки раскрывается (до 10 см[уточнить]), чтобы по каналу шейки прошла голова ребёнка.

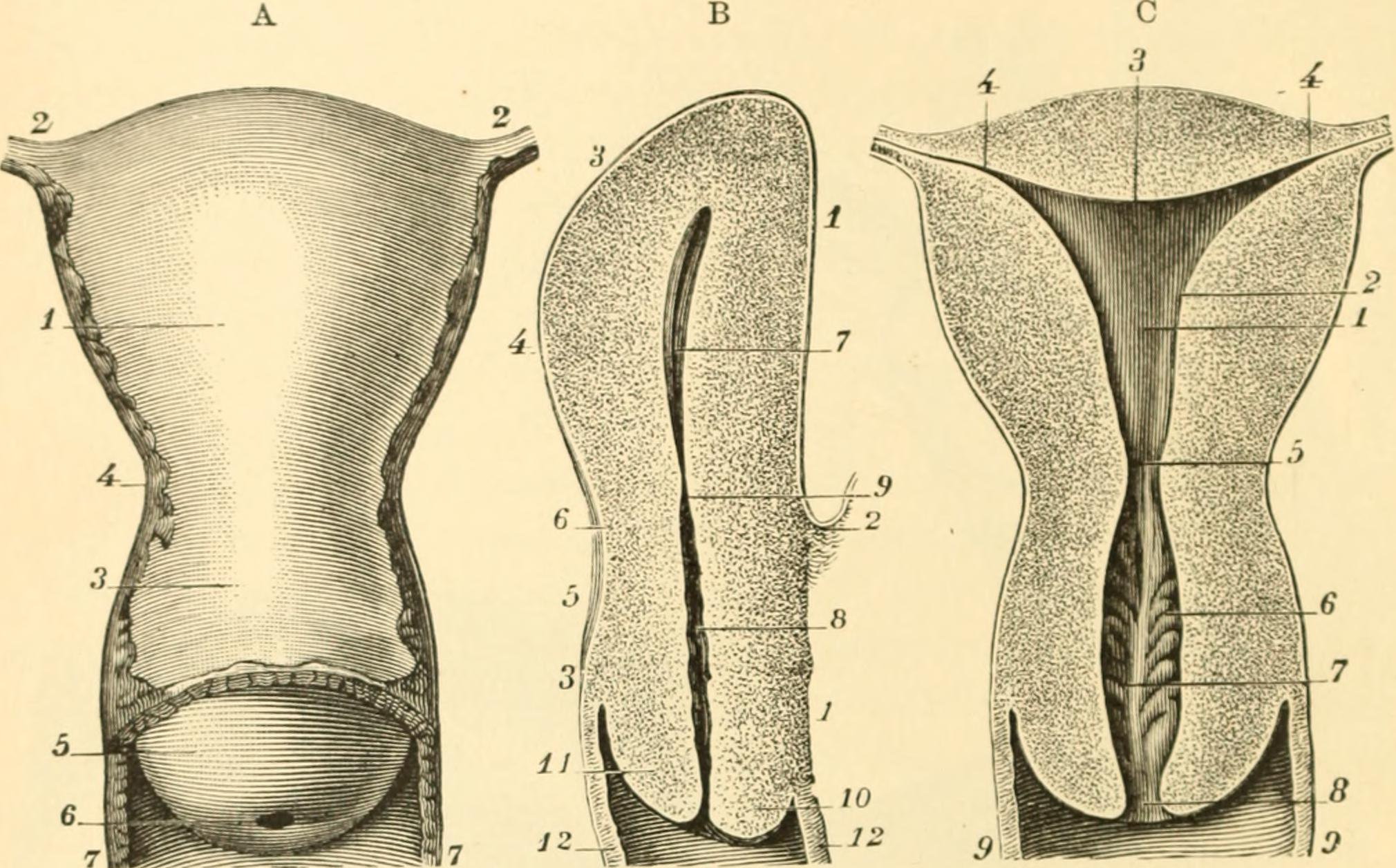
Рисунок матки и её шейки у нерожавшей женщины, вид снаружи, сагиттальный и фронтальный срезы
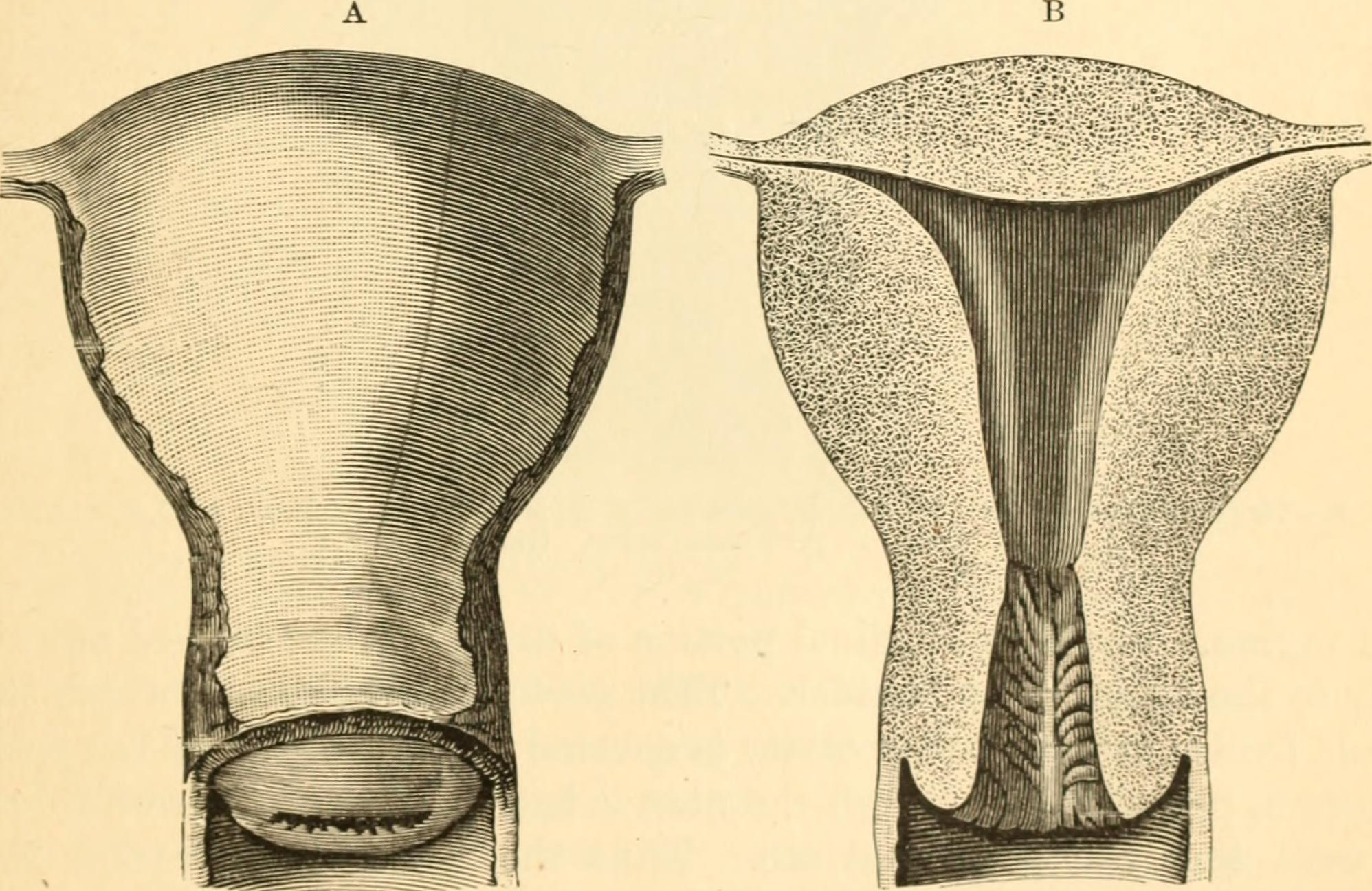
Рисунок матки и её шейки у рожавшей женщины, вид снаружи и фронтальный срез
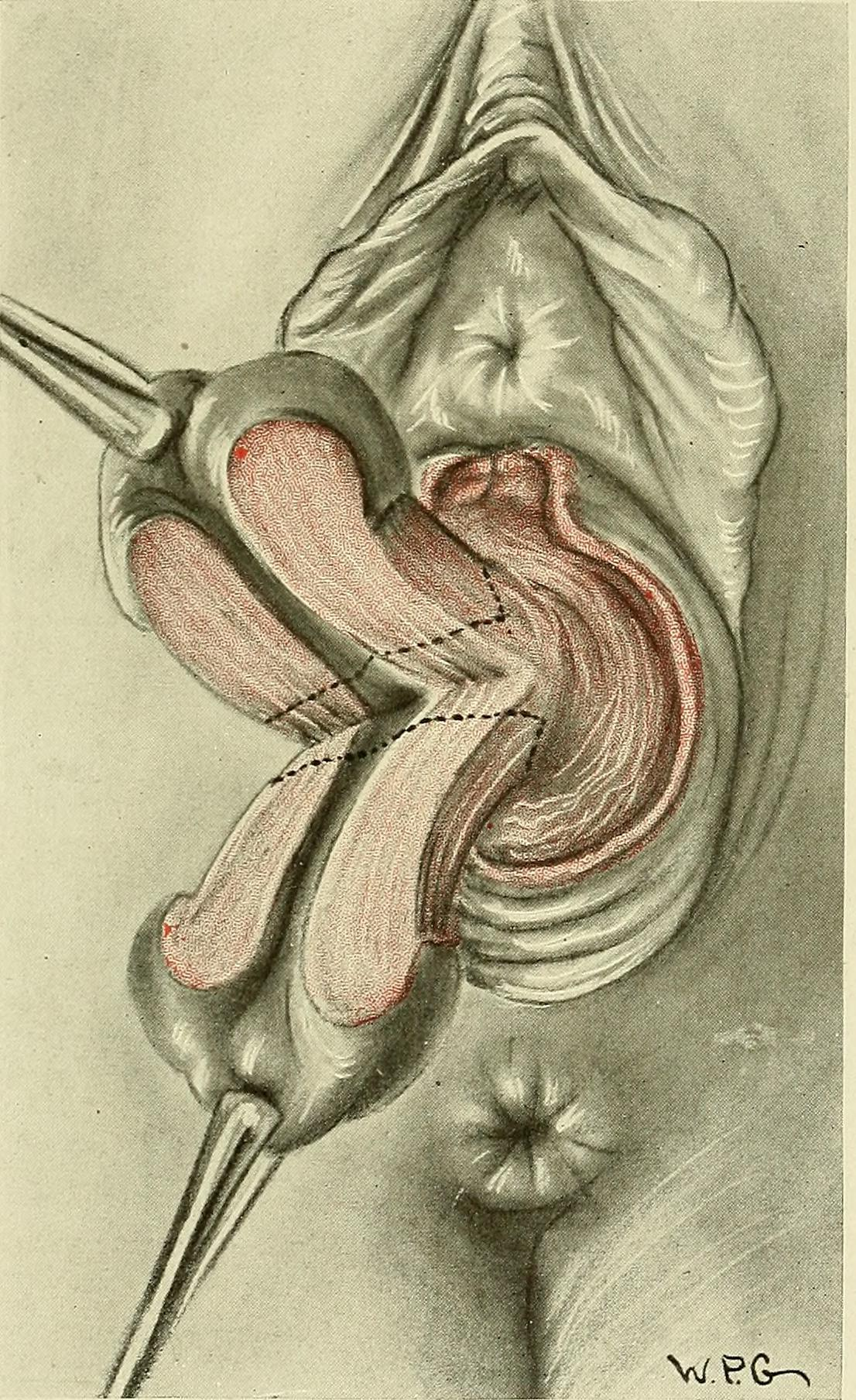
Схема ампутации шейки матки

## Патологии
Для осмотра наружного отверстия шейки матки (а также верхних отделов влагалища) используют кольпоскоп — специальный оптический прибор. Данная диагностическая процедура необходима для исключения заболеваний шейки матки, в том числе и рака.